# Bataille de Cherbourg
Ne pas confondre avec Combat naval à Cherbourg.
Seconde Guerre mondiale
Batailles
Opérations de débarquement (Neptune)
- Tonga (Deadstick, Batterie de Merville)
- Albany (Chicago, Manoir de Brécourt)
- Boston (Detroit)
- Utah Beach
- Omaha Beach (Pointe du Hoc)
- Gold Beach
- Juno Beach
- Sword Beach

Secteur anglo-canadien
- Caen
- Authie
- Perch (Villers-Bocage)
- Putot
- Bretteville-l'Orgueilleuse
- Norrey
- Mesnil-Patry
- Martlet
- Epsom
- Windsor
- Charnwood
- Jupiter
- Atlantic
- Goodwood
- Crête de Verrières
- Spring
- Bluecoat
- Totalize
- Tractable

Secteur américain
- Carentan
- Cotentin
- Cherbourg (Bombardement)
- Bataille des Haies (Elle, Saint-Lô, La Haye-du-Puits)
- Cobra
- Mortain

Fin de la bataille de Normandie et libération de l'Ouest
- Rennes
- Saint-Malo
- Brest
- Poche de Falaise
- Chambois
- Paris

Mémoire et commémorations
- Cimetières militaires de la bataille de Normandie
- Commémorations du 70e anniversaire
- Projet UNESCO de classement des plages

La bataille de Cherbourg est un épisode de la bataille de Normandie, pendant la Seconde Guerre mondiale. Elle commence dès le début du débarquement de Normandie le 6 juin 1944 pour s'achever le 1er juillet avec la prise du port de Cherbourg par les troupes américaines et la reddition des derniers défenseurs allemands. Cette prise s'avère capitale pour le ravitaillement des troupes alliées engagées sur le front de l'Ouest.

## Plans des Alliés
Quand les Alliés établissent leurs plans pour un débarquement dans le nord-ouest de l'Europe et l'ouverture d'un nouveau front, les stratèges jugent indispensable la prise assez rapide d’un port en eau profonde pour permettre une bonne logistique d'approvisionnement du front. En effet, un tel port permet d'assurer un corridor de ravitaillement direct depuis les États-Unis. Sans ce port, l’équipement doit transiter par la Grande-Bretagne pour y être déchargé, rendu hydrorésistant et rechargé sur des engins de débarquement, en nombre et en capacité limités, avant d'être acheminé en France. Néanmoins, depuis le débarquement de Dieppe en 1942, les Alliés n'envisagent plus de prendre frontalement un grand port. Ceux du mur de l'Atlantique sont trop solidement défendus, surtout pour une attaque par la mer.
Lorsque le choix des plages du débarquement s'arrête sur la Normandie, Cherbourg, au nord de la péninsule du Cotentin, seul port en eau profonde à proximité devient un des objectifs des Alliés dans les jours suivant le débarquement. Pour permettre d'approvisionner les troupes dans l'attente de la prise d'un port, les Alliés ont prévu la construction de deux ports artificiels, les ports Mulberry, ainsi que des débarquements par barge directement sur les plages.
Dans leurs plans initiaux, les Alliés se gardent de débarquer directement sur le Cotentin, car cette région est séparée des autres lieux de débarquement par la vallée de la Douve, inondée par les Allemands afin d’empêcher une éventuelle intervention aéroportée. Cependant, dès sa nomination au poste de commandant en chef des opérations terrestres de libération en janvier 1944, le général britannique Bernard Montgomery reprend l’idée de débarquer sur le Cotentin : il veut ainsi élargir le front, pour éviter que les troupes alliées ne se trouvent encerclées sur une étroite parcelle de territoire, et faciliter la prise rapide de Cherbourg et de son port.

## Débarquement
Le choix est arrêté sur Utah Beach, sur la côte sud-est du Cotentin. Cette plage présente l'avantage d'être une des moins fortifiées du secteur car jugée par les Allemands peu favorable à un débarquement. En effet, elle est adossée à des marais ou des zones inondées, reliées à l'arrière pays par quelques routes. Les Alliés décident donc de combiner une opération aéroportée pour prendre les sorties de plage suivie d'un débarquement sur la plage.
Aux petites heures du matin du 6 juin 1944, les 82e et 101e divisions aéroportées américaines atterrissent sur le Cotentin (opérations Albany et Boston). Bien que les parachutistes soient passablement dispersés et subissent de lourdes pertes, ils parviennent  à s’approprier et à conserver la plupart des routes nécessaires à la sortie des plages du VIIe Corps d’armée américain depuis Utah Beach. La 4e division d'infanterie américaine débarque sur Utah Beach peu après l’aube sans avoir, elle, à déplorer de lourdes pertes.
Dans les heures qui suivent ce débarquement, la priorité des troupes américaines débarquées à Utah Beach est d’effectuer une jonction avec le gros des forces alliées débarquées plus à l’est. Le 9 juin 1944, la 101e division aéroportée parvient à traverser la vallée inondée de la Douve ; le lendemain, elle prend Carentan et donne ainsi un front continu aux Alliés.

## Traversée du Cotentin

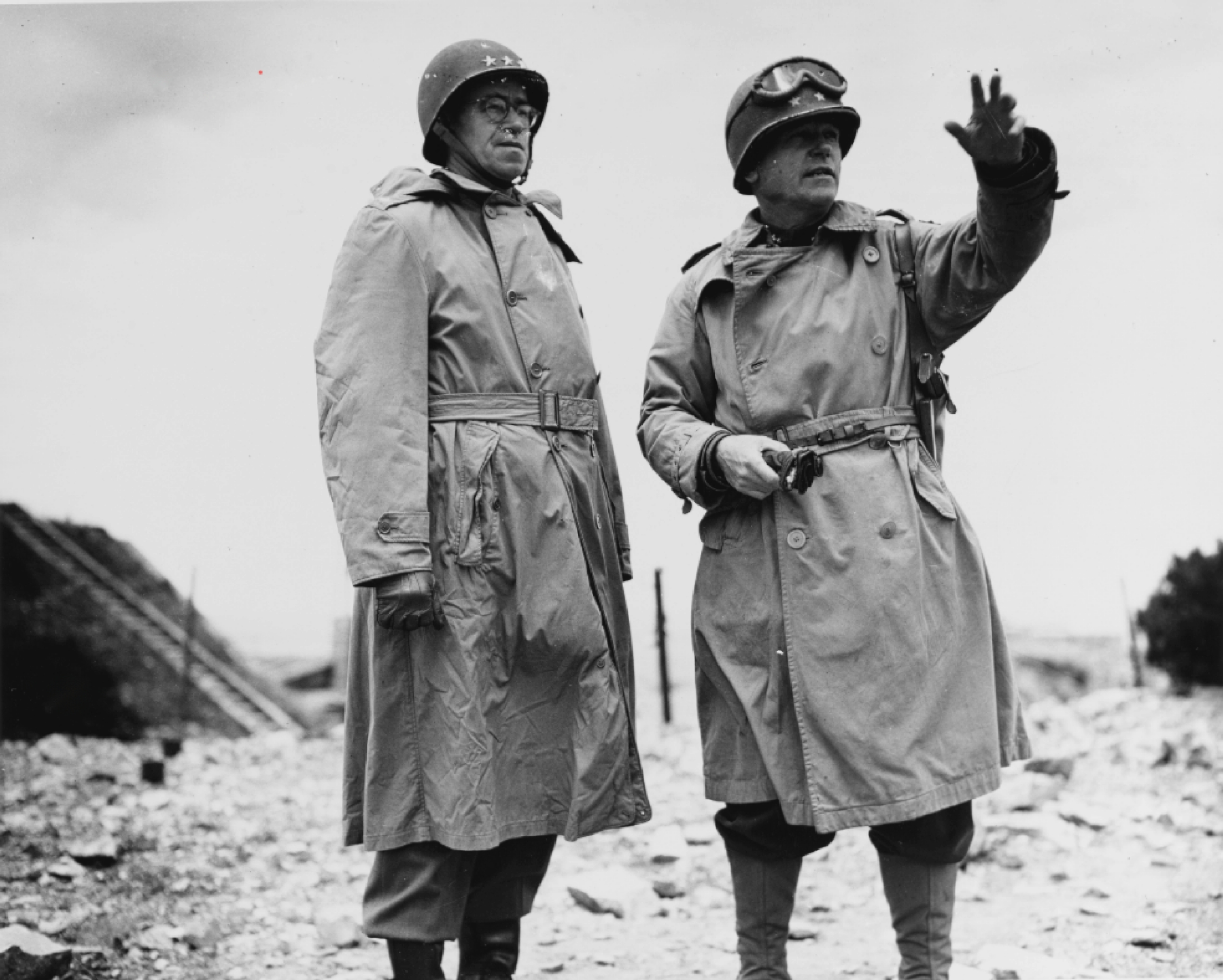
Les généraux Bradley et Collins près de Cherbourg

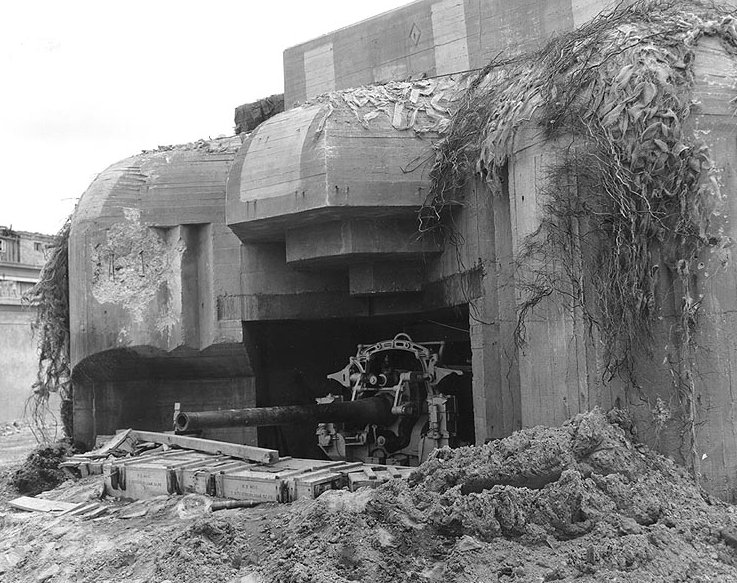
Fortifications allemandes de Cherbourg

Ce succès permet au VIIe Corps de commencer à avancer vers l’ouest afin de couper la péninsule du Cotentin. Trois nouvelles divisions d’infanterie débarquent pour renforcer le Corps. Son commandant, le major général Collins, se montre impitoyable envers ses troupes. S’il juge la progression trop lente, il remplace les troupes sur le front ou limoge des officiers.
Du côté allemand, les régiments sont hétéroclites et proviennent de diverses divisions dont la plupart ont subi de lourdes pertes au contact des troupes aéroportées américaines les premiers jours du débarquement. À peu près aucune troupe blindée ou mobile ne peut leur être envoyée en renfort, en raison de la menace sur Caen plus à l’est. Les renforts d’infanterie n'arrivent que très lentement et sont lancés dans la bataille au compte-goutte. L’inondation des vallées de la Douve et du Merderet par les Allemands joue maintenant en leur défaveur, car elle assure la protection du flanc sud des Américains.
Dès le 16 juin, aucun obstacle naturel ne freine l'avancée des troupes américaines. Le commandement allemand est en pleine confusion. Les commandants sur le front (dont le Generalfeldmarschall Rommel) battent en retraite vers les fortifications du mur de l'Atlantique à Cherbourg, d'où ils auraient pu soutenir un long siège. Adolf Hitler, depuis son quartier général de Prusse-Orientale, ordonne aux troupes allemandes de tenir leurs positions à l’endroit exact où elles se trouvent, en dépit de l'immensité du risque.
Tard le 17 juin, Hitler consent au retrait des troupes, mais établit une nouvelle ligne de défense, illogique, s’étendant sur toute la péninsule, tout juste au sud de Cherbourg. Rommel s’oppose à cet ordre, mais relève néanmoins de ses fonctions le général Fahrmbacher, commandant du 84e corps d'armée allemand, qu’il soupçonne d'essayer de passer outre aux ordres du Führer.

## Avancée sur Cherbourg

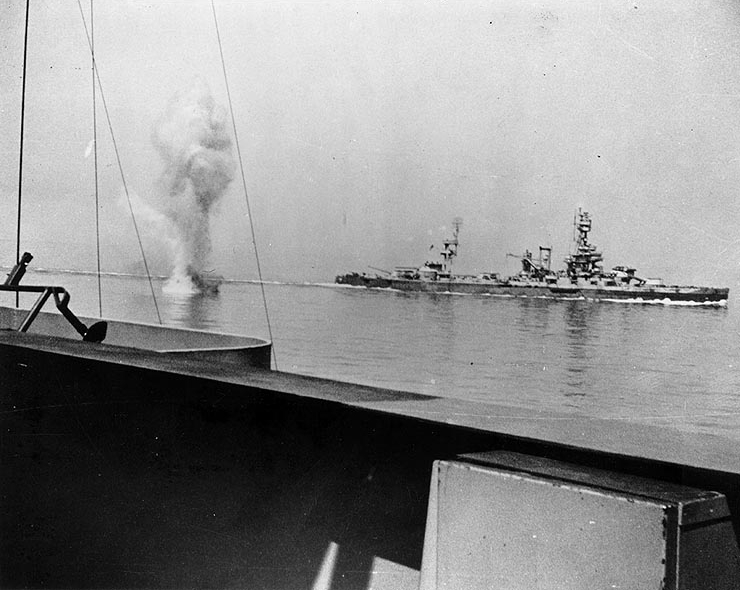
L' et l' attaquant les défenses allemandes de Cherbourg.

Le 18 juin, la 9e division d'infanterie américaine atteint la côte ouest de la presqu’île, isolant ainsi les 709e et la 243e divisions d'infanterie allemandes au nord.
En 24 heures, les 4e, 9e et 79e divisions d’infanterie américaines avancent vers le nord sur un large front, sans beaucoup d’opposition depuis l’ouest de la péninsule tandis qu’à l’est, aux environs de Montebourg, l’ennemi, épuisé par une dizaine de jours de combats, s’effondre. À Brix, plusieurs caches de V1 sont découvertes ainsi qu’une installation de V2.
En deux jours, Cherbourg est à la portée d’une attaque des divisions américaines. Le commandant de la garnison allemande, le Generalleutnant von Schlieben, dispose de 21 000 hommes. Cependant, la plupart de ses effectifs sont recrutés à la hâte dans les unités de la marine ou de travailleurs, ou encore proviennent des unités de combats fatiguées et désorganisées qui ont battu en retraite sur Cherbourg. Vivres, carburant et munitions manquent. La Luftwaffe essaie de faire le ravitaillement, mais le ciel normand est largement dominé par les avions alliés et les quelques avions allemands larguent surtout des articles comme des croix de fer pour remonter le moral des troupes. Toutefois, von Schlieben refuse de se rendre et l’amiral Hennecke entreprend de démolir le port pour qu’il ne puisse servir aux Alliés.
Collins lance l’assaut le 22 juin. La résistance est vive, les combats se déroulent dans les rues et au large entre les cuirassés alliés et les canons allemands. Mais, lentement, les Américains chassent les Allemands de leurs bunkers et de leurs blockhaus. Le 26 juin, la 79e division prend le fort du Roule, qui domine la ville et ses défenses, mettant ainsi fin à toute action organisée des troupes allemandes. Von Schlieben et Hennecke signent la reddition à 16 h au château de Servigny. Les troupes qui défendent les fortifications du port et l’arsenal se rendent au bout de quelques jours, et certaines troupes allemandes à l’extérieur des fortifications résisteront jusqu’au 1er juillet.

## Conséquences

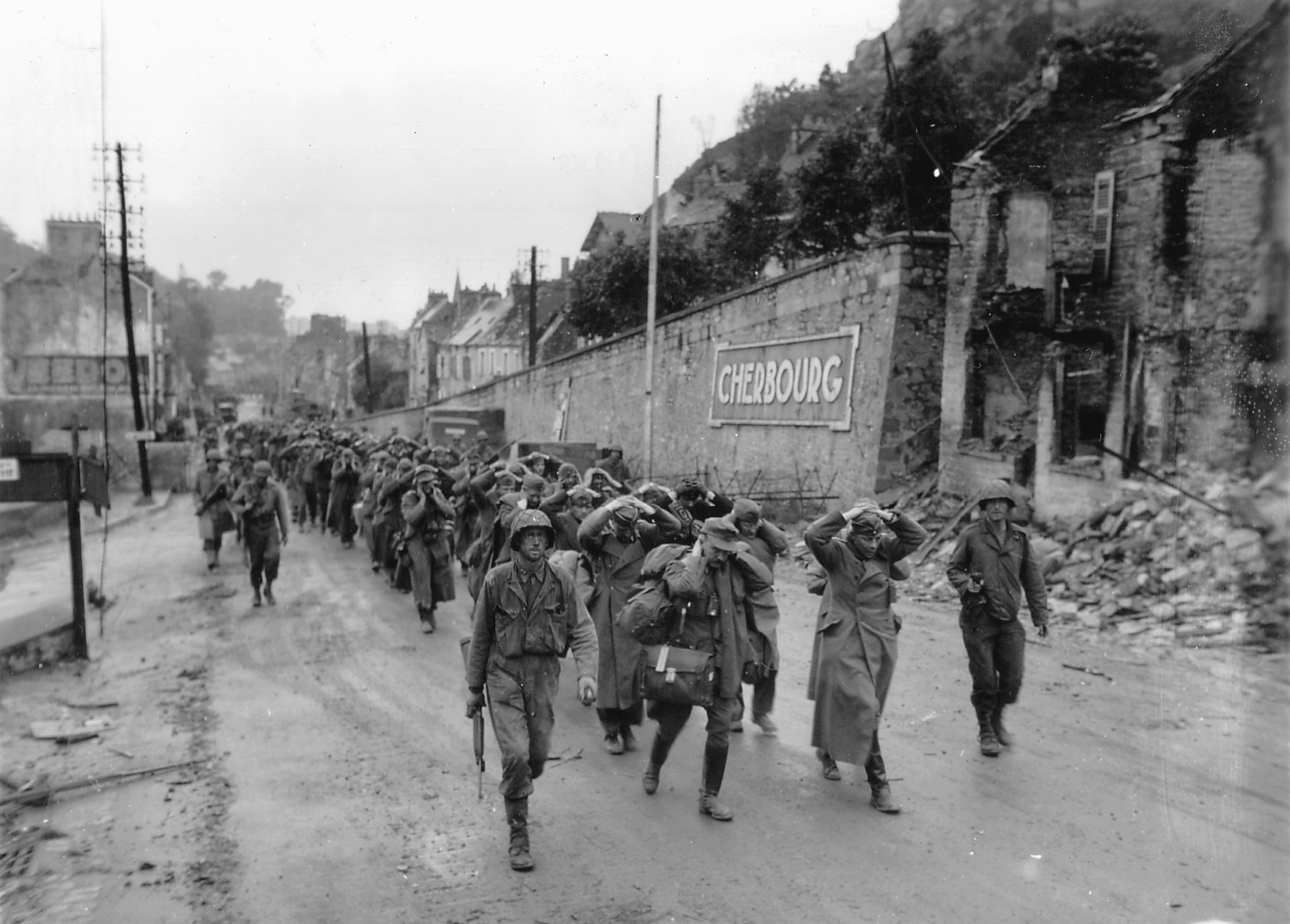
39000 Allemands sont faits prisonniers à Cherbourg. Ici une colonne sur la route de Paris, au pied de la montée des Rouges-Terres se dirige vers un camp de prisonniers.

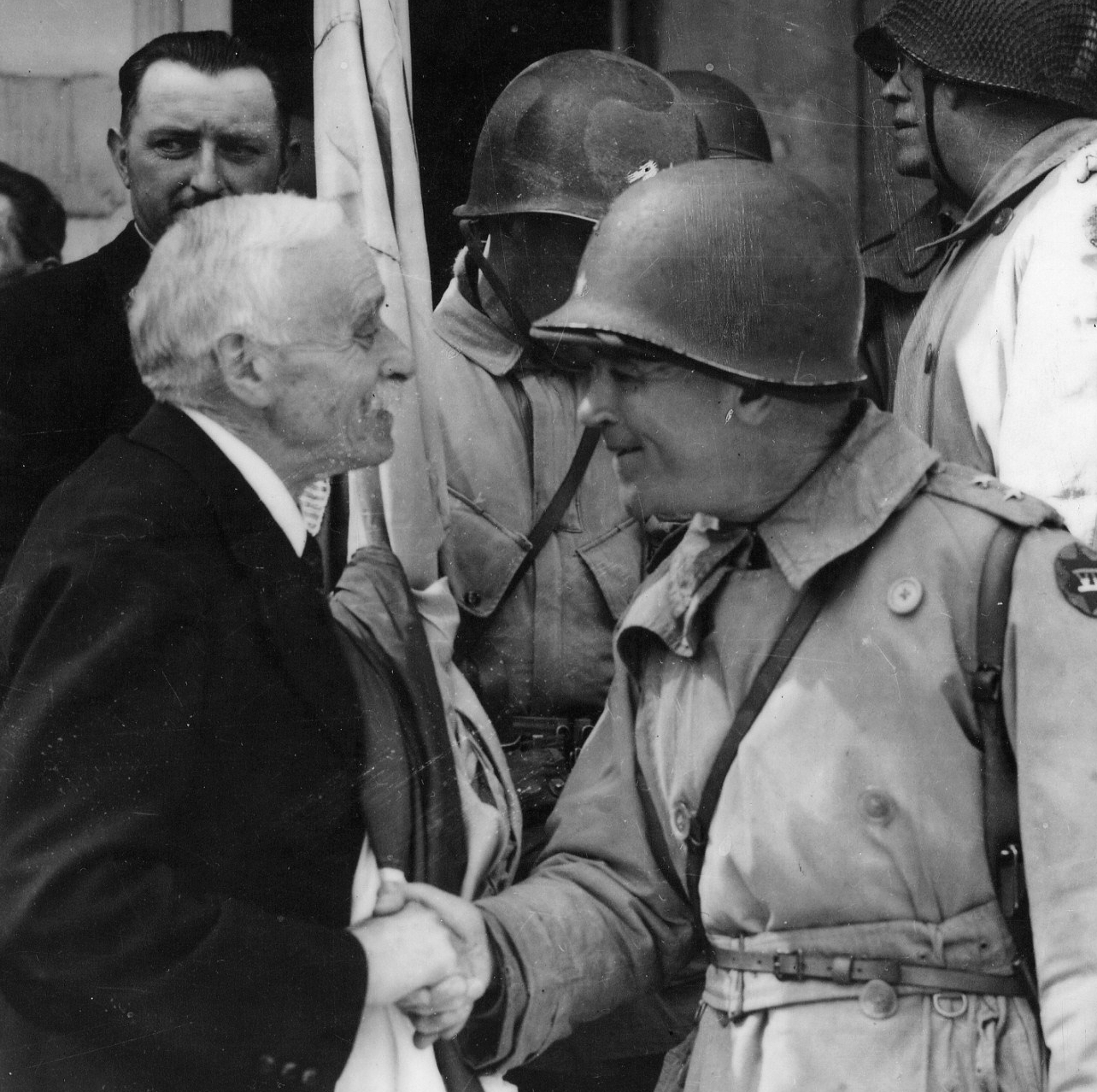
Le maire de Cherbourg, Paul Renault, serre la main du général Collins pour avoir libéré la ville.

Les Allemands, en raison de la rapidité d’intervention des Alliés et des ordres incohérents de Hitler, ont subi une lourde défaite. Ce ne sont pas moins de 39 000 soldats allemands qui seront faits prisonniers à la suite de cette victoire alliée. Côté américain les pertes furent lourdes : sur les 135 officiers et les 2 838 hommes dont disposait le 325e régiment d'infanterie et de planeurs de la 82e division aéroportée, il ne restait le 2 juillet, plus que 55 officiers et 1 245 hommes puis, le 6 juillet, 41 officiers et 956 hommes. Sa compagnie de chasseurs la plus fournie était de 57 hommes et la plus meurtrie en avait seulement 12. À l'évidence la traversée du bocage normand s'avérait difficile et périlleuse. Les Allemands avaient si consciencieusement démoli et miné le port, que les premiers navires n’y accostent qu’à la fin de juillet. Il faut attendre à la mi-août pour que le port soit en partie utilisable.
Alors que Hennecke se voit décoré par Hitler de la Croix de chevalier de la Croix de fer pour « un exploit sans précédent dans les annales de défense côtière », le général Friedrich Dollmann, commandant la VIIe armée allemande, meurt d’une crise cardiaque (ou se suicide, les raisons de sa mort n’étant pas clairement établies) le 28 juin après avoir appris que la prise de Cherbourg lui vaut la cour martiale.
Jusqu’à la libération des accès du port d’Anvers en novembre 1944, Cherbourg est le port le plus actif du monde, d’où arrive pour le front le carburant (PLUTO) et d'où partent pour les combats, les hommes et le matériel (la Red Ball Express par route et le Toot Sweet Express par voie ferrée). D’où l’acharnement allemand à interdire son accès. Navires, remorqueurs, grues et autres engins sont jetés à l’eau dans les bassins  et dans la rade et le port devient inutilisable. En novembre 1944, la Commission locale des renflouements de Cherbourg est créée avec pour mission de tout mettre en œuvre pour renflouer les navires qui peuvent l’être et de déblayer tous les accès au port. Après six ans de travaux titanesques, la venue du paquebot Queen Elizabeth marque le retour de Cherbourg parmi les ports transatlantiques les plus prestigieux.
Après la guerre, le gouvernement allemand est contraint de payer des réparations aux civils et aux familles des civils de Cherbourg que la guerre a tués, affamés ou privés de toit. Cherbourg est citée à l'ordre de l'armée le 2 juin 1945, et rendue à la France par les Américains le 14 octobre.

## Galerie

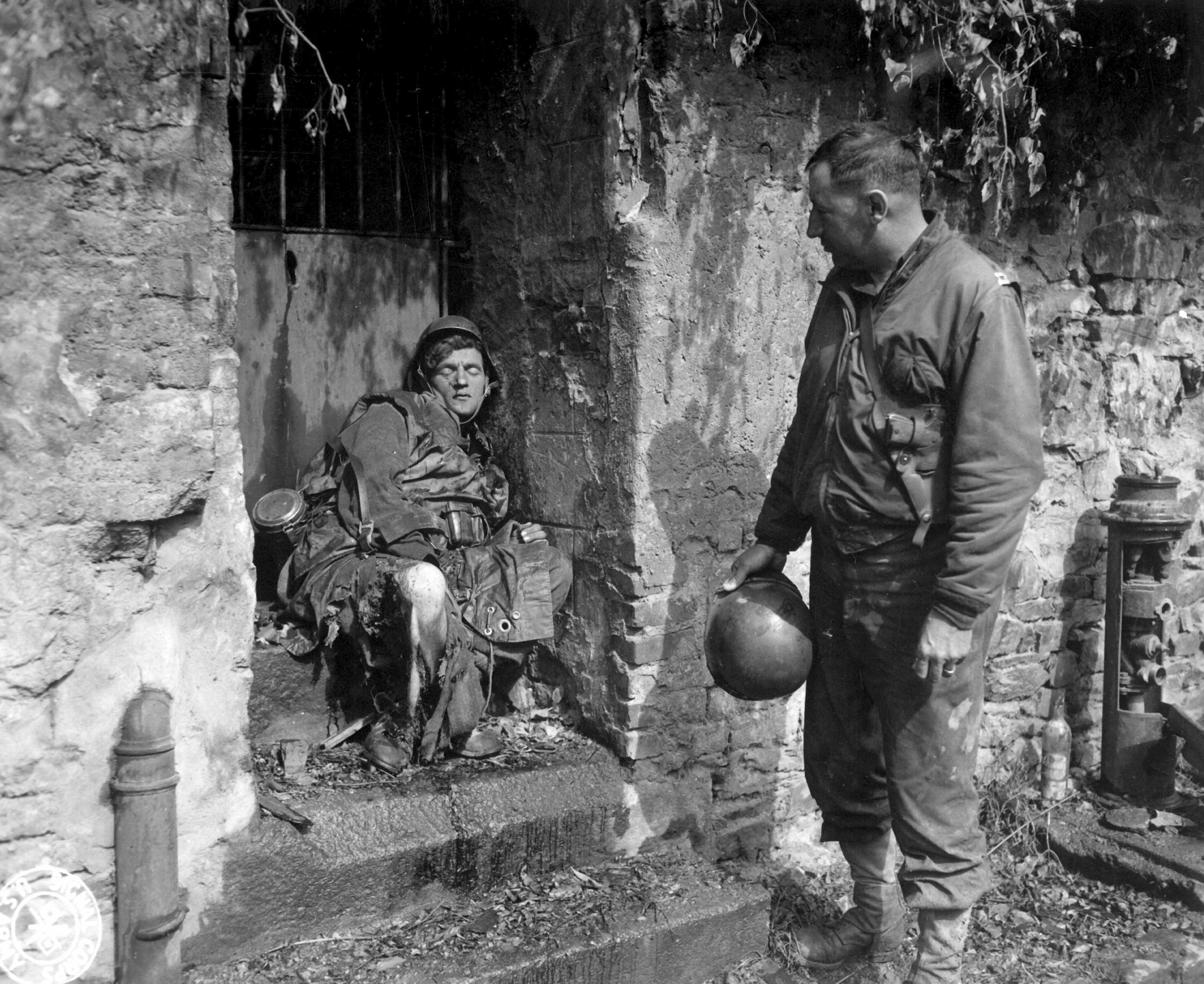
GI's près de l'un des derniers soldats allemands à défendre la ville, le 27 juin
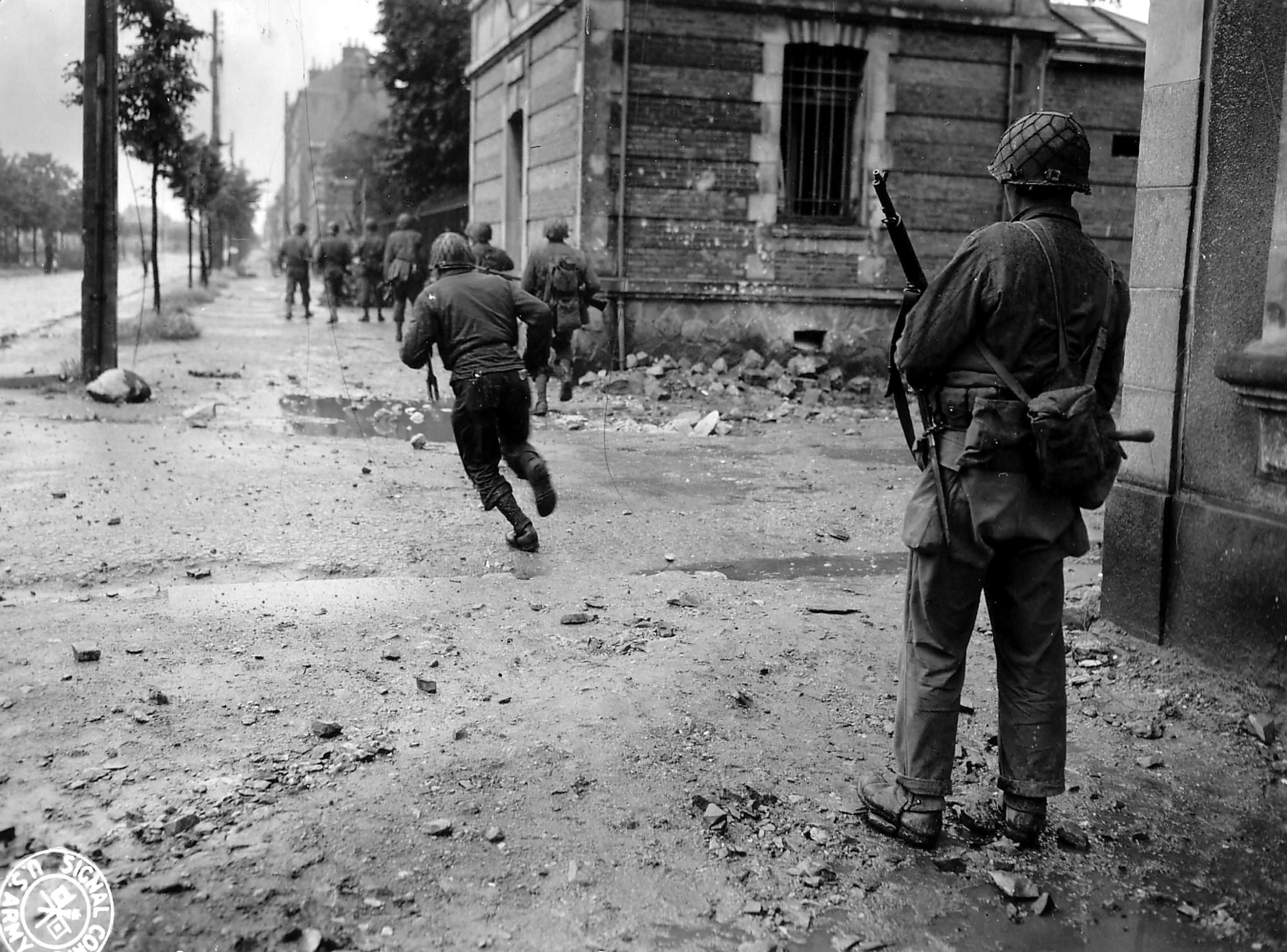
Combats de rues, avenue de Paris
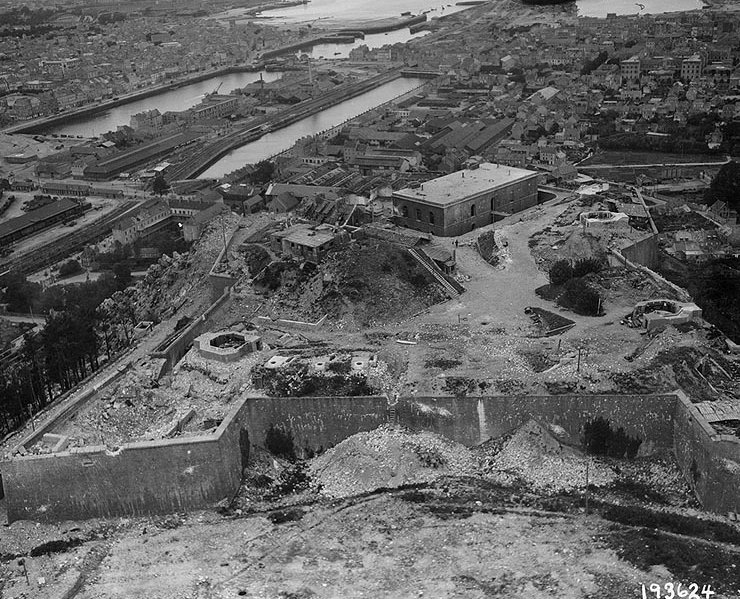
Vue aérienne du fort du Roule et de la ville
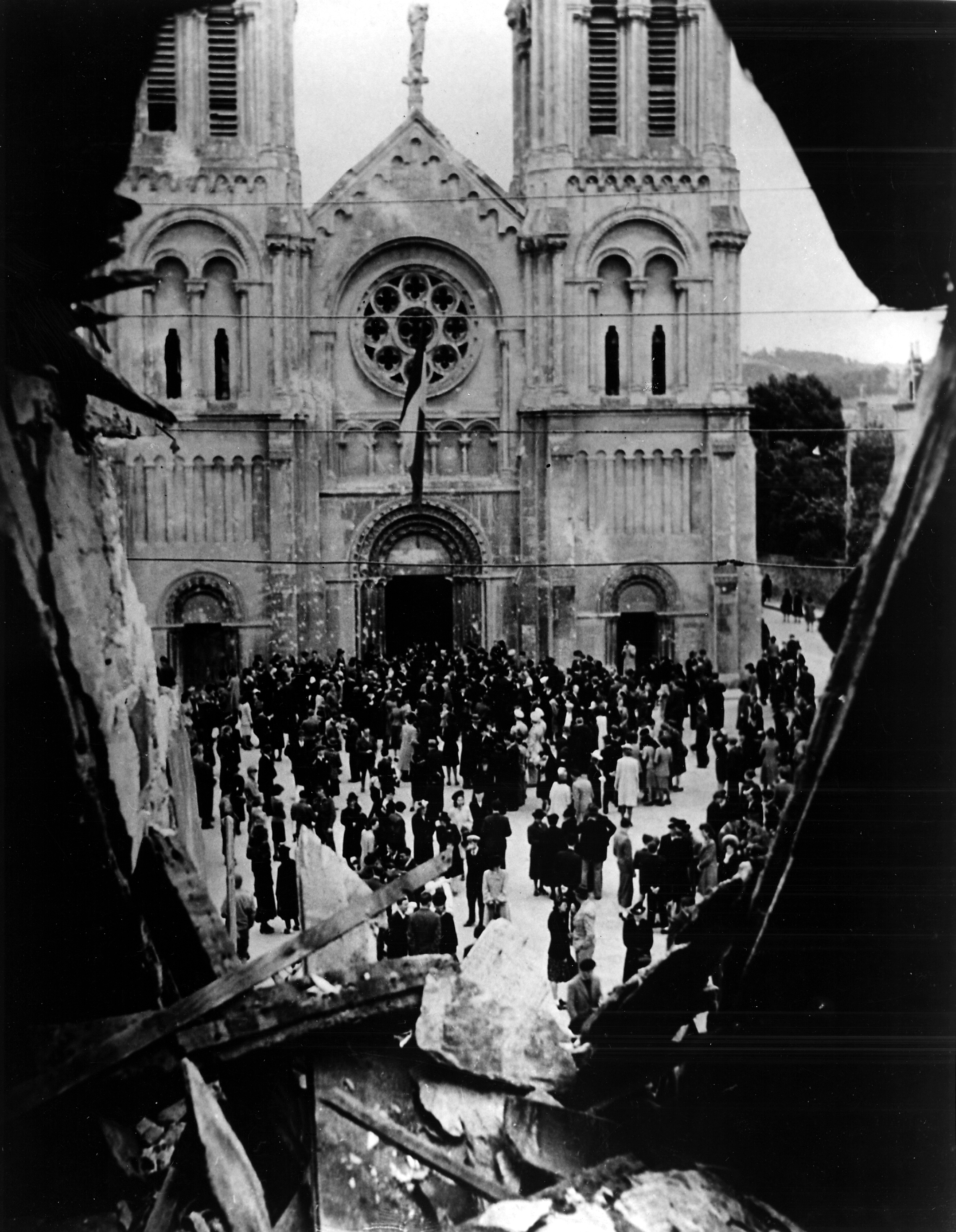
Ruines de Notre Dame du Vœu à Cherbourg
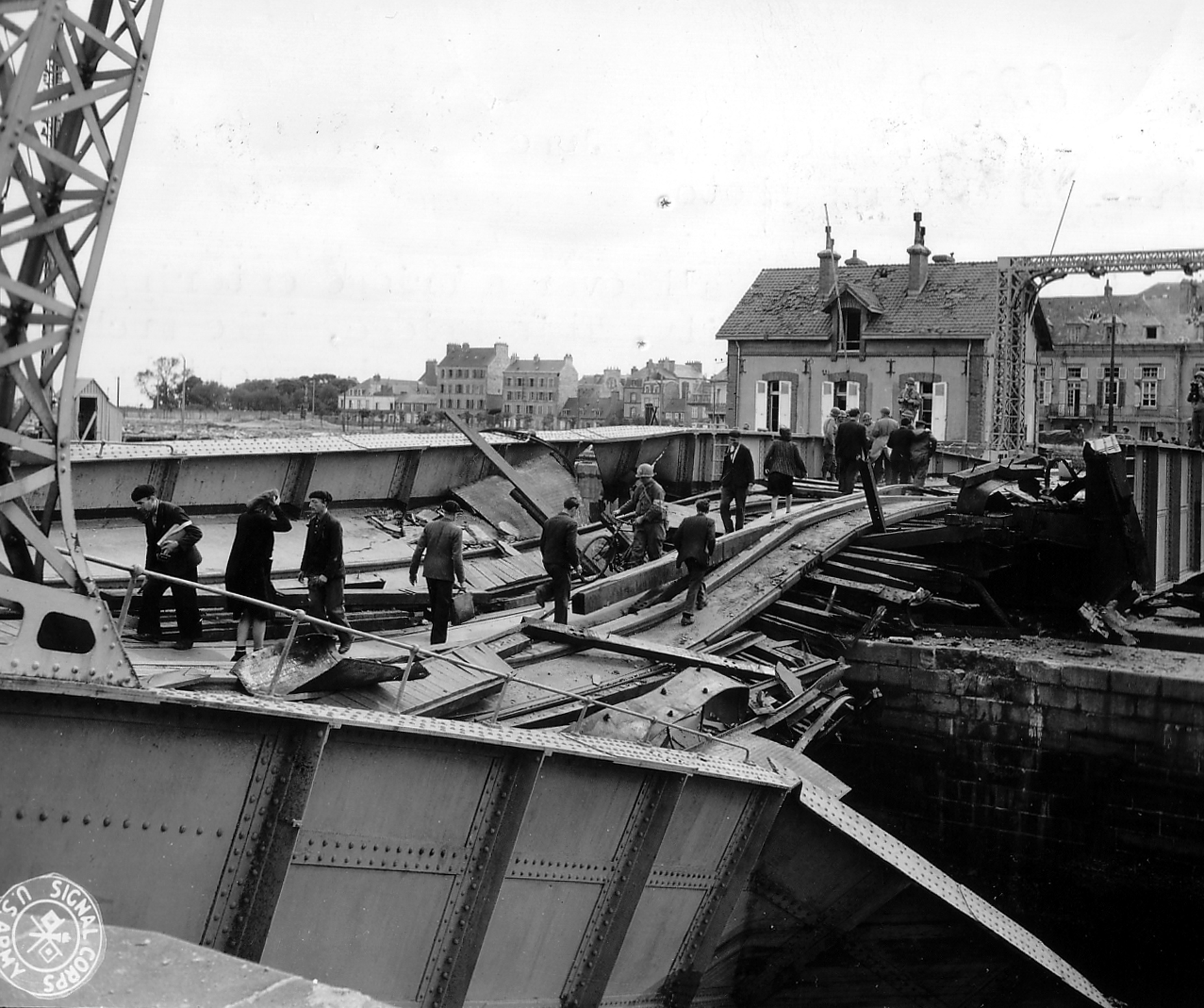
Le pont tournant
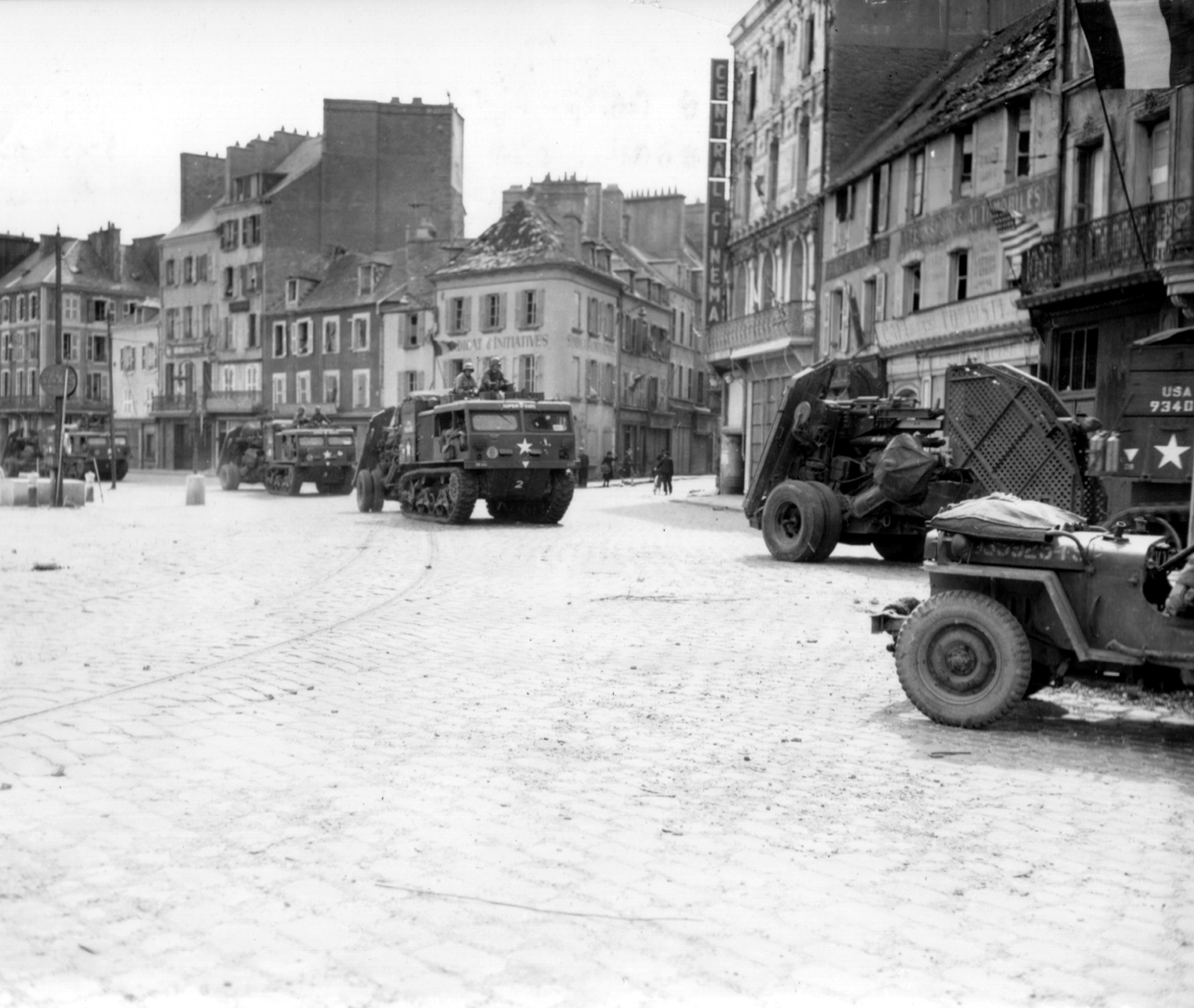
Véhicules américains sur le quai Alexandre-III
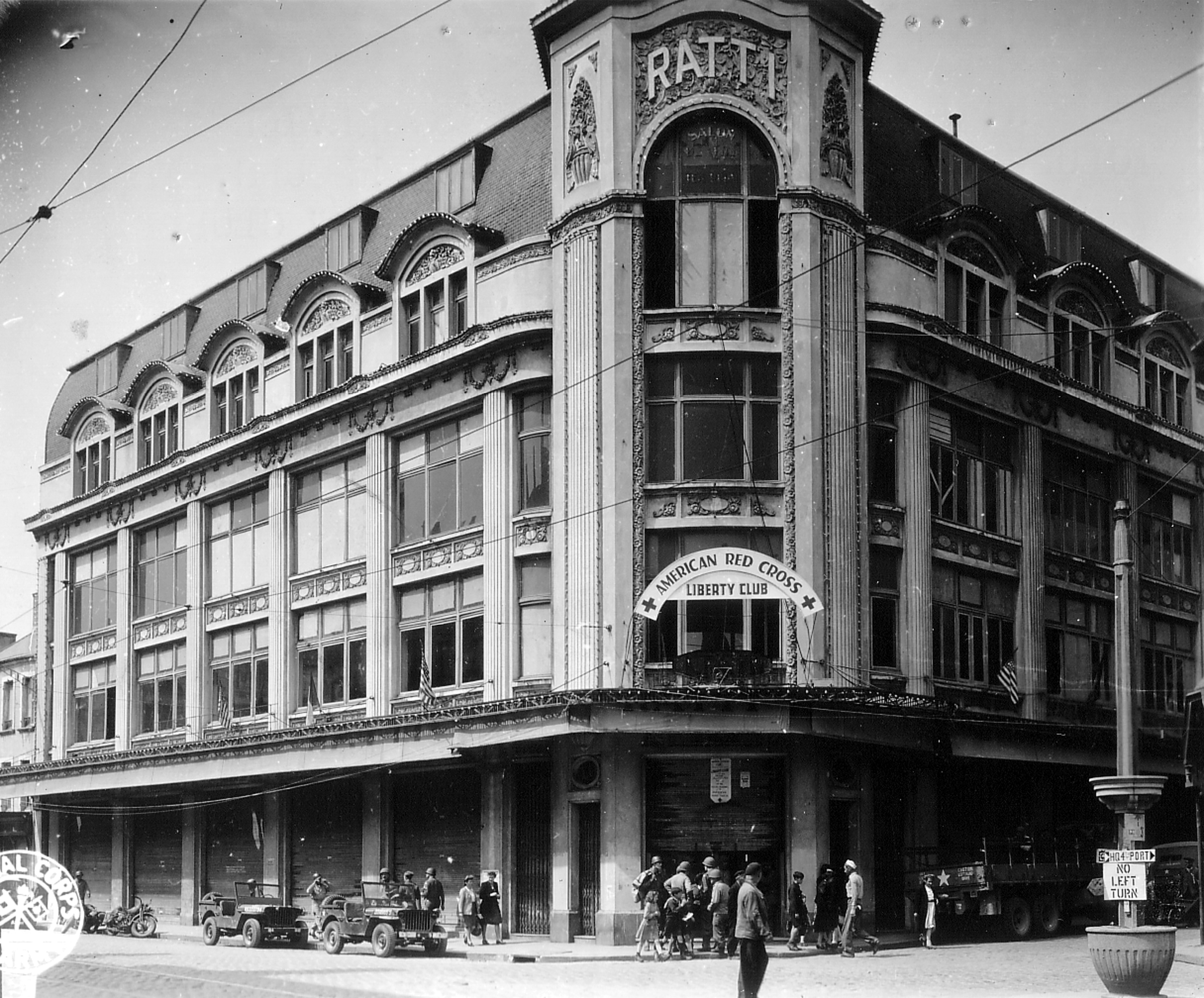
La Croix-Rouge dans l'immeuble des magasins Ratti
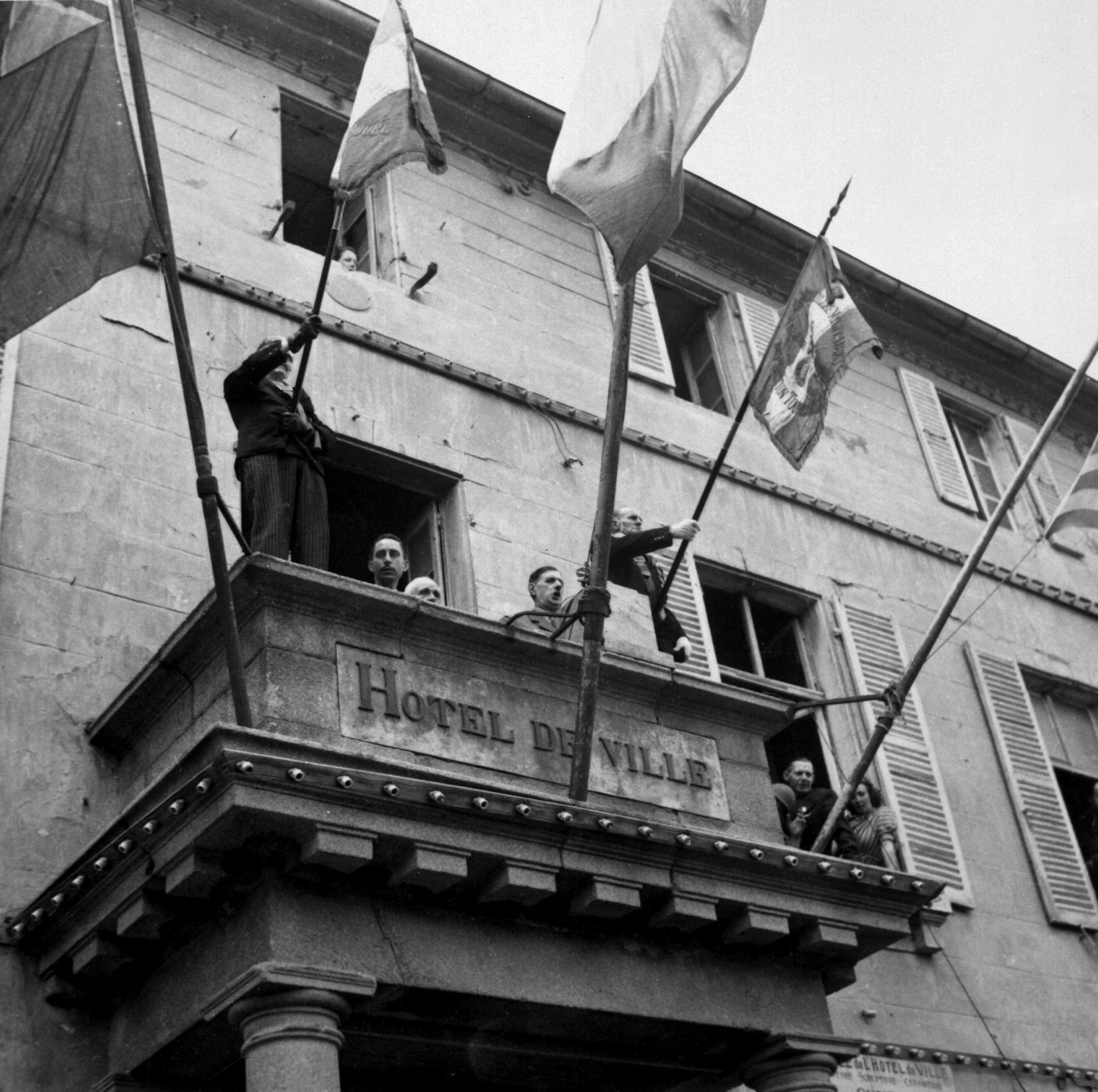
Le général de Gaulle au balcon de la mairie de Cherbourg en août 1944

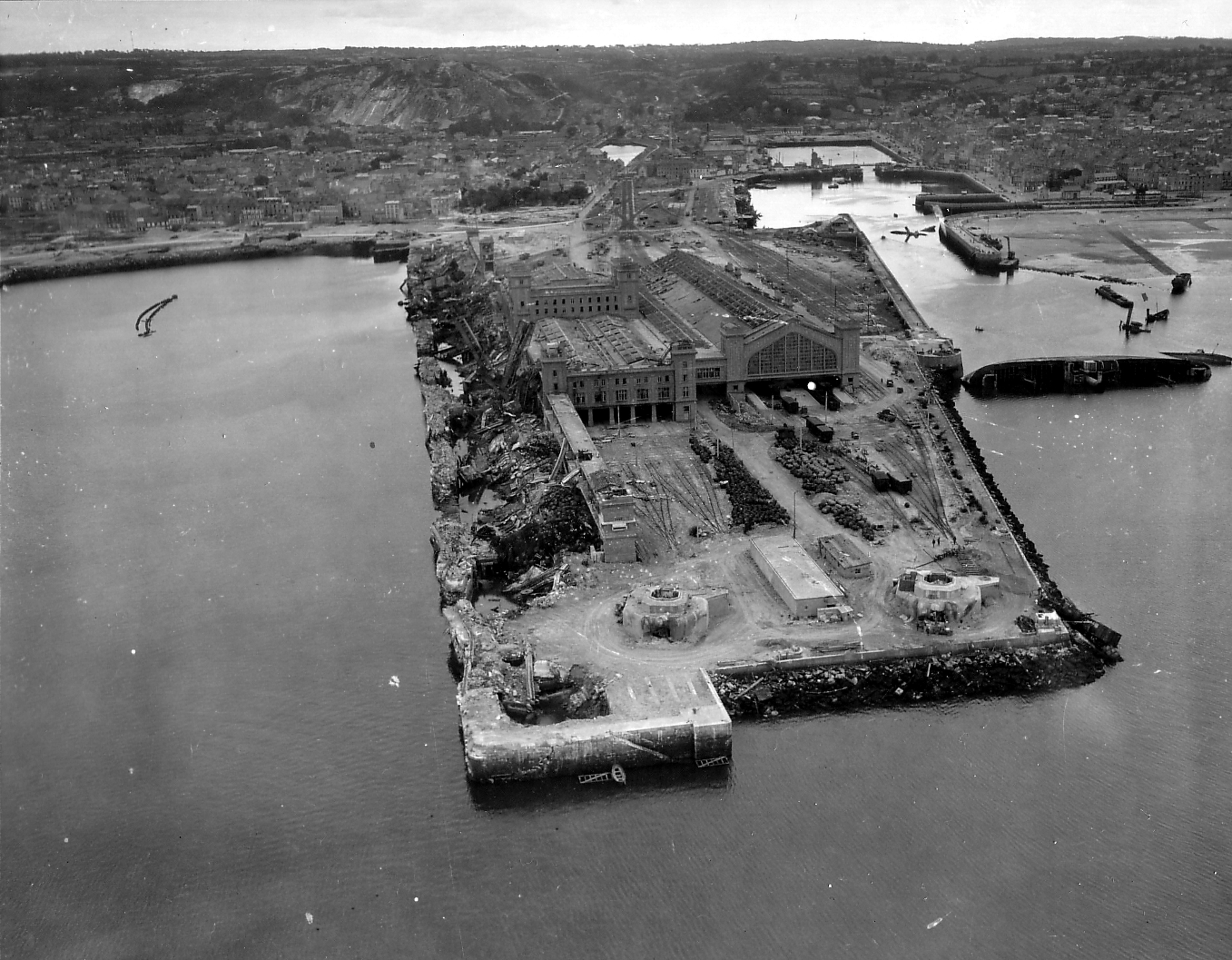
La gare maritime. Vue aérienne
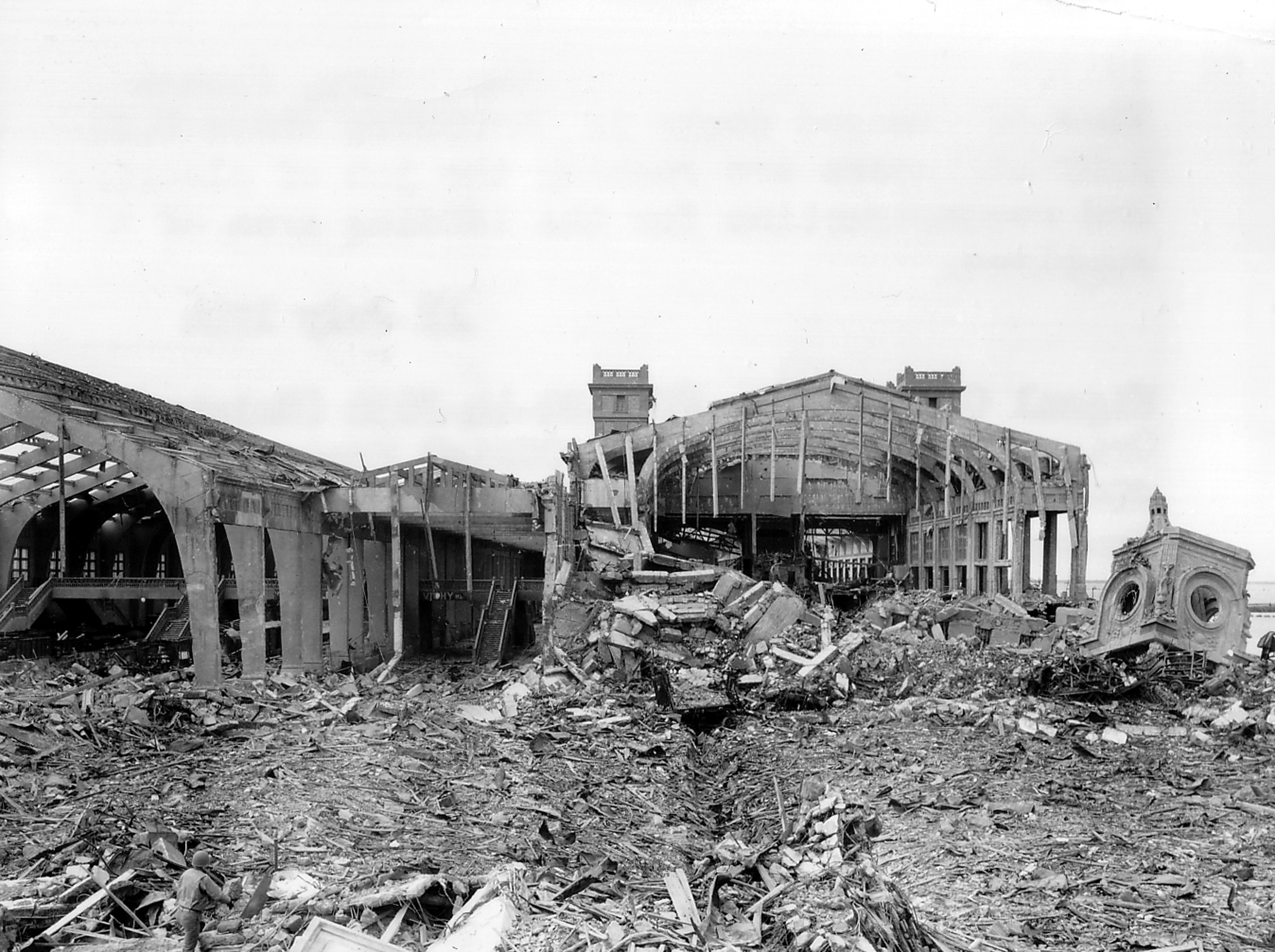
La gare maritime
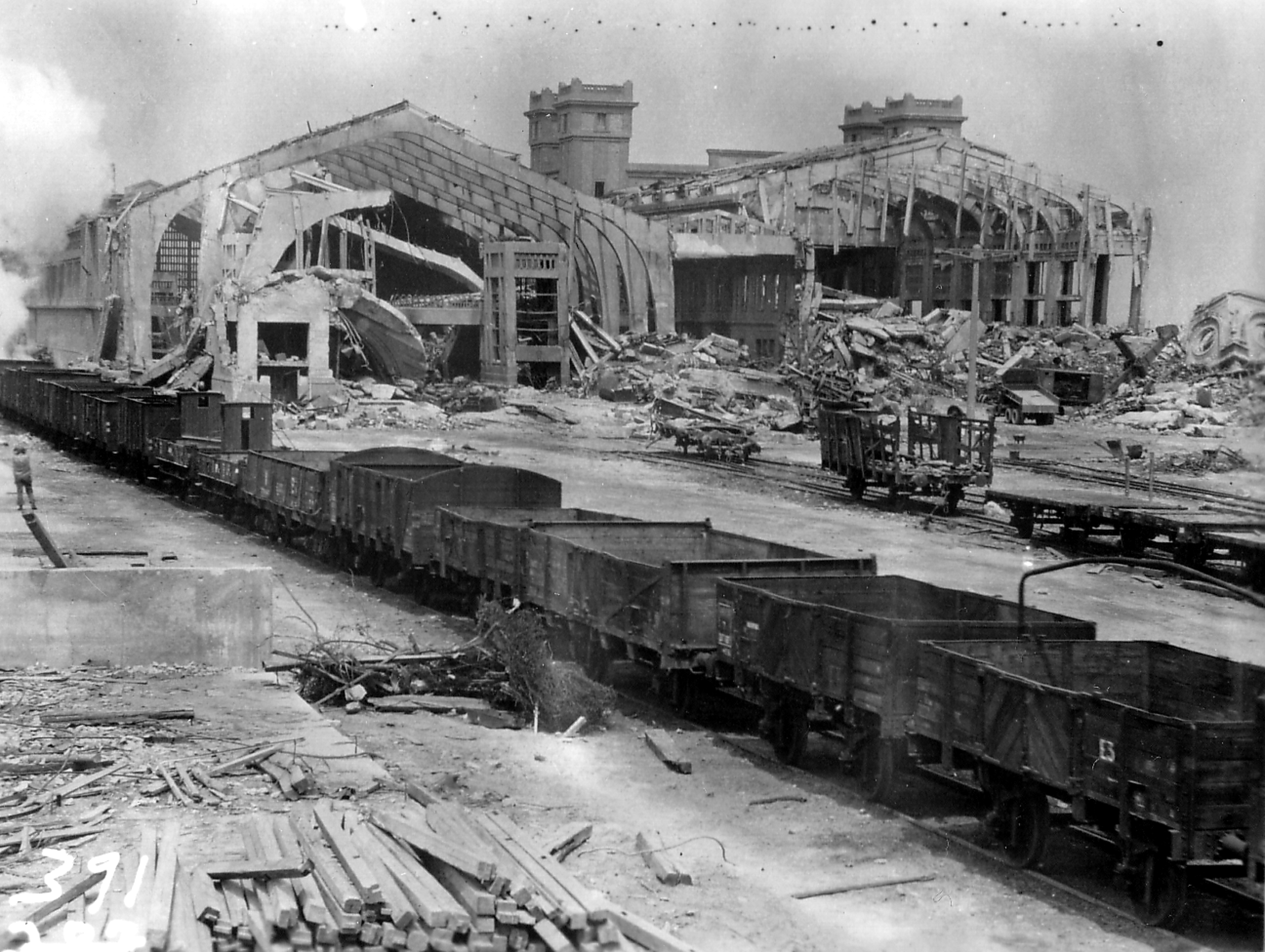
La gare maritime
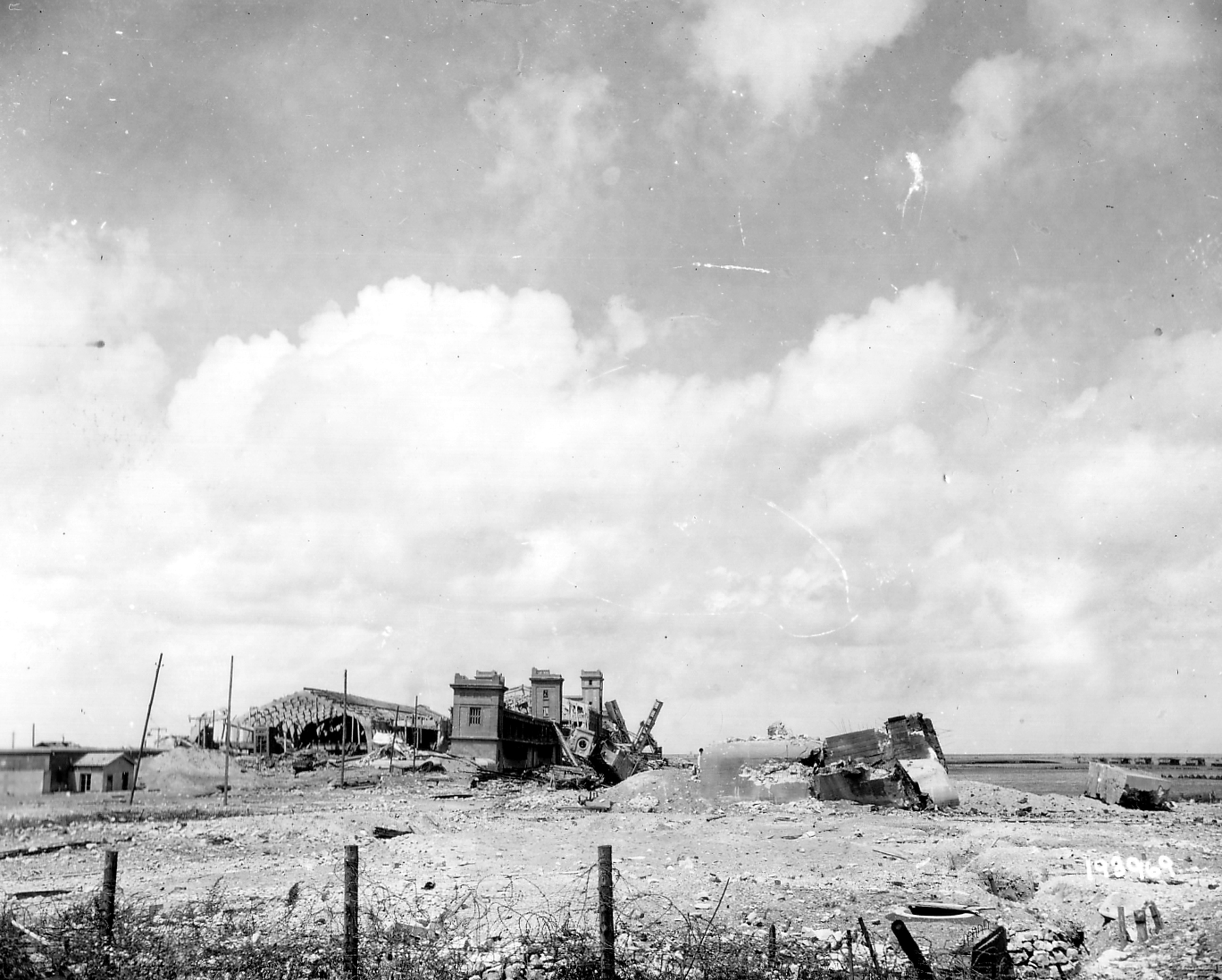
La gare maritime
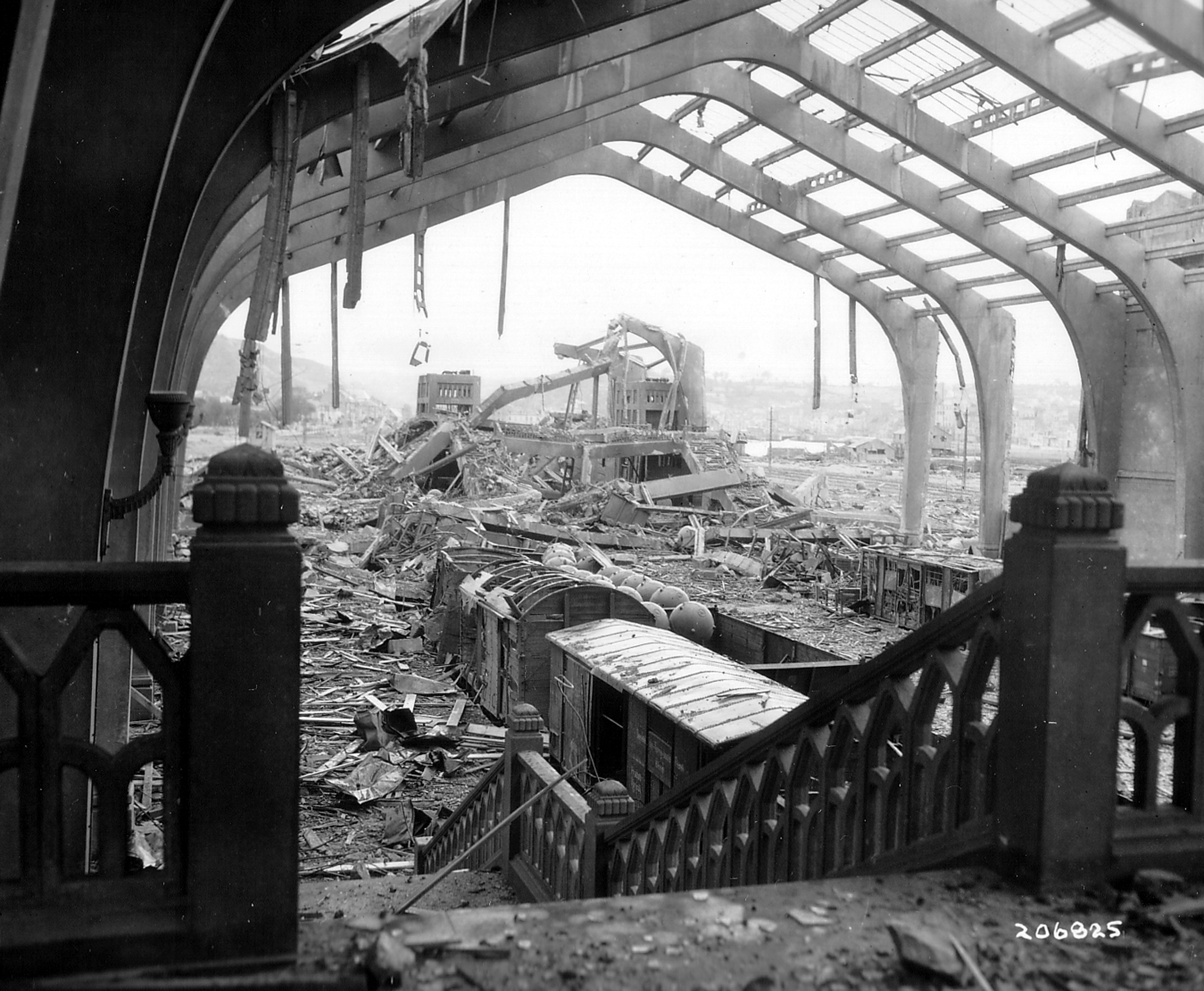
La gare maritime. Intérieur
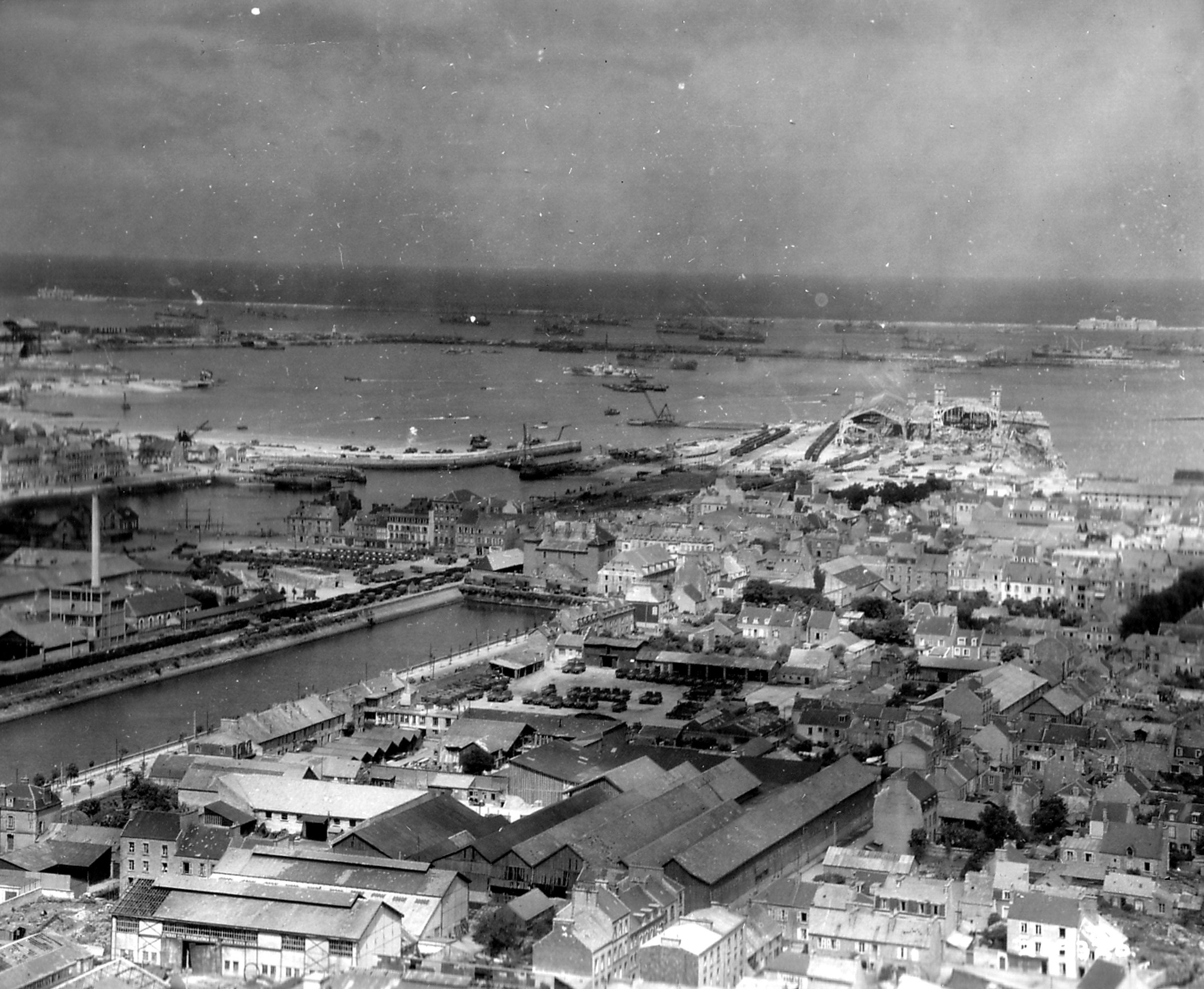
La gare maritime vue du fort du Roule

### Source
- (en) Cet article est partiellement ou en totalité issu de l’article de Wikipédia en anglais intitulé « Battle of Cherbourg » (voir la liste des auteurs).